# Новоіванівка (Приазовська селищна громада)
Новоіва́нівка — село в Україні, у Приазовській селищній громаді Мелітопольському районі Запорізької області. Населення становить 222 осіб.

## Географія
Село Іванівка розташоване 150 км від обласного центру, 19км від районного центру та 8,5 км від адміністративного центру селищної громади. Через село пролягає автошлях міжнародного значення М14E58.

## Населення

### Мова
Розподіл населення за рідною мовою за даними перепису 2001 року:
| Мова       | Кількість | Відсоток |
| ---------- | --------- | -------- |
| українська | 121       | 54.5%    |
| російська  | 97        | 43.7%    |
| болгарська | 4         | 1.8%     |
| Усього     | 222       | 100%     |

## Історія
Село засноване 1920 року. З 1935 року перебувало у складі Приазовського району.
3 серпня 2017 року, в ході децентралізації, Приазовська селищна рада об'єднана з Приазовською селищною громадою.
17 липня 2020 року, в результаті адміністративно-територіальної реформи та ліквідації Приазовського району, село увійшло до складу новоутвореного Мелітопольського району.